# Tanzquartier Wien

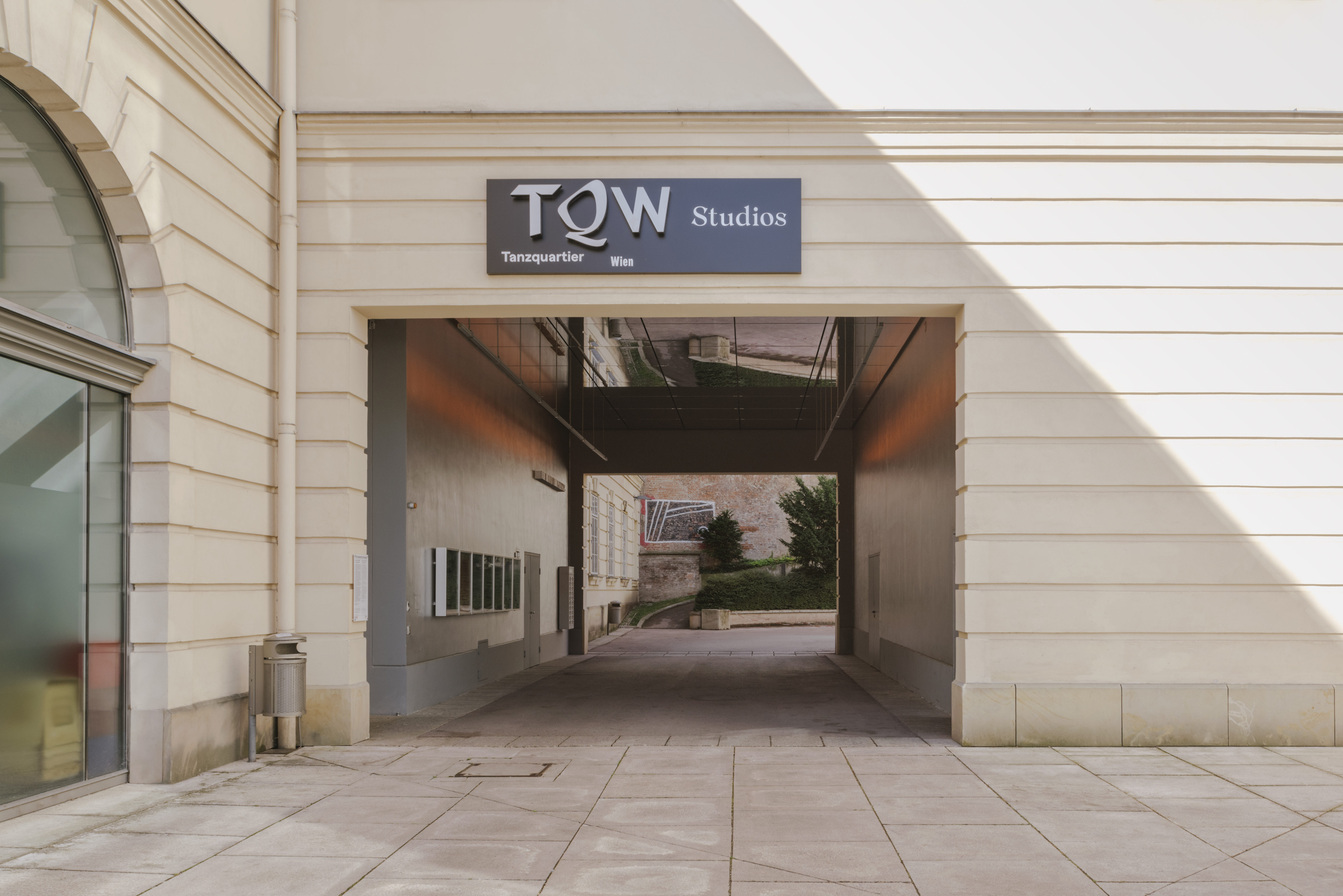
Tanzquartier Wien im Haupthof des Museumsquartier

Das Tanzquartier Wien (TQW) ist ein seit 2001 bestehendes Zentrum für zeitgenössischen Tanz und Performance, angesiedelt im MuseumsQuartier in Wien.

## Geschichte
Das Tanzquartier Wien wurde im Herbst 2001 als Produktions- und Veranstaltungshaus, nahezu zeitgleich mit dem MUMOK, dem Leopold Museum, dem ZOOM Kindermuseum und dem Architekturzentrum Wien, im MuseumsQuartier eröffnet. Es ist das erste Produktions- und Veranstaltungszentrum Österreichs, das sich ausschließlich auf die Genres zeitgenössischer Tanz und Performance konzentriert. Das TQW zeigt ein wechselndes Gastspiel- und Produktionsprogramm mit lokalen und internationalen Produktionen, bietet professionellen Tänzern und Performern tägliche Trainings und regelmäßige Workshops und verfügt über ein öffentliches Theorie- und Medienzentrum (mit Bibliothek und Mediathek).
Das TQW verfügt innerhalb des MuseumsQuartiers über unterschiedliche Spielorte: die Halle E+G und den Studiokomplex mit drei Studios. Es arbeitet eng mit verwandten Institutionen im In- und Ausland, wie dem Künstlerhaus Mousonturm in Frankfurt am Main, dem Productiehuis Rotterdam (Rotterdamse Schouwburg), dem Choreographisches Zentrum NRW in Essen und dem Kunstzentrum Vooruit in Gent, zusammen.
Trägerin ist die Tanzquartier Wien GmbH, deren Geschäftsführerin seit 2001 Ulrike Heider-Lintschinger ist. Bis 2009 hatte Gründungsintendantin Sigrid Gareis die künstlerische Leitung des TQW inne. Ihr Nachfolger war seit 1. Juli 2009 der Münchner Walter Heun. Ab 2018 übernahm Bettina Kogler die Intendanz.